# 八丁馬場停留場
八丁馬場停留場（はっちょうばばていりゅうじょう）は、熊本県熊本市中央区神水一丁目、神水本町にある熊本市交通局（熊本市電）の電停。停留所番号は21。A系統・B系統が停車する。

## 利用可能な路線
熊本市交通局
- 健軍線 - ■A系統・■B系統

## 歴史

### 年表
- 1959年（昭和34年）4月16日：開業。

### 停留場名の由来
健軍神社表参道の通称である八丁馬場にちなむ。健軍神社表参道の正式名称は健軍神社杉馬場という。加藤清正が杉並木を植え軍馬の調練をしたことに由来する。

## 停留場構造
相対式2面2線である。信号機のない横断歩道を渡ってアクセスする。
| のりば | 路線           | 方向 | 行先                                                 |
| ------ | -------------- | ---- | ---------------------------------------------------- |
| 南側   | ■A系統         | 上り | 新水前寺駅前・通町筋・辛島町・熊本駅前・田崎橋方面   |
| 南側   | ■B系統         | 上り | 新水前寺駅前・通町筋・辛島町・本妙寺入口・上熊本方面 |
| 北側   | ■A系統・■B系統 | 下り | 動植物園入口・健軍町方面                             |

## 利用状況
| 1日乗降人員推移 | 1日乗降人員推移 |
| 年度            | 1日平均人数     |
| --------------- | --------------- |
| 2011年          | 449             |
| 2012年          | 356             |
| 2013年          | 476             |
| 2014年          | 481             |
| 2015年          | 561             |

## 停留場周辺
住宅街が広がっている。
- 上江津湖（水前寺江津湖公園上江津地区）
- 健軍神社杉馬場（熊本市指定史跡）
- くわみず病院

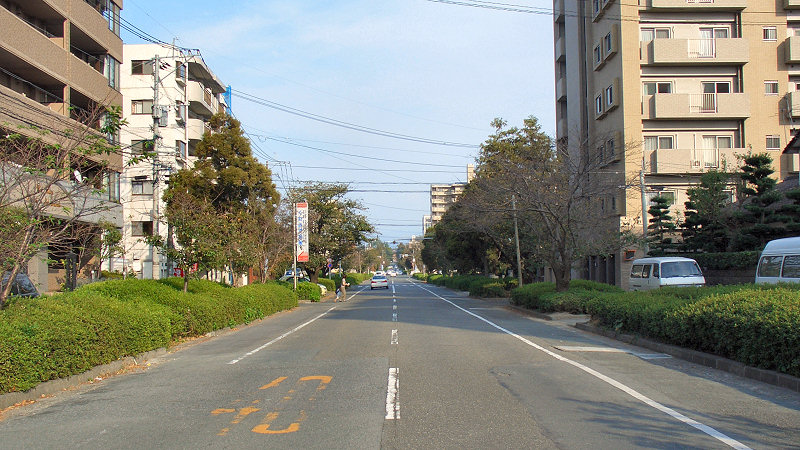
健軍神社参道･杉馬場

- 慈愛園老人ホーム・慈愛園ケアハウス・パウラスホーム・慈愛園乳児ホーム・慈愛園子供ホーム

## バス路線
- 八丁馬場バス停留所

下記の路線を産交バスが運行。
| 系統                             | 行先                                     | 備考                                                 |
| -------------------------------- | ---------------------------------------- | ---------------------------------------------------- |
| 熊商前・水前寺公園・市役所前方面 |                                          |                                                      |
| L4-1                             | 西部車庫（桜町BT、春日校前経由）         |                                                      |
| L5-1・L6-3                       | 桜町BT                                   |                                                      |
| L6-3                             | 小島産交（桜町BT、熊本駅前、西高前経由） | 平日6時台1便のみ。                                   |
| 健軍電停方面                     |                                          |                                                      |
| L4-1                             | 小楠記念館入口（東区役所）               | 行先方向幕は沼山津。                                 |
| L5-1                             | 御船（沼山津、東無田経由）               |                                                      |
| L6-3                             | 木山産交（惣領、木山交通広場経由）       | 平日夜間の3便と土曜7時台の便は「木山交通広場」は通過 |

- 過去には「熊本市交通局（市営バス）→熊本都市バス」と「熊本バス」の路線も運行していたが2社とも廃止した。

## 隣の停留場
熊本市交通局
■A系統・■B系統（健軍線）
商業高校前電停 (20) - 八丁馬場電停 (21) - 神水交差点電停 (22)